# Andrea Gaggero
Don Andrea Gaggero (* 12. April 1916 in Mele; † 20. Juni 1988 in Rom) war ein italienischer katholischer Priester.

## Leben
Andrea Gaggero wuchs zunächst bei einem Onkel in Mele in der Nähe von Genua auf und zog danach zu seinen Eltern nach Sestri Ponente. In ihm wuchs bereits früh der Wunsch, Priester zu werden. Er trat in das Seminar in Chiappeto ein, das er jedoch 1938 verließ. Stattdessen schloss er sich der Kongregation vom Oratorium des heiligen Philipp Neri an. Damit verzichtete er auf eine einträgliche Kirchenkarriere und schloss sich einer Bewegung an, die sich gegen die Gegenreformation richtete und zudem von ihrer Grundüberzeugung her antifaschistisch war.
1940 wurde er zum Priester geweiht und leitete eine Kirche und ein Jugendzentrum in Genua, die zwischen den Arbeiterquartieren am Hafen und den Wohngebieten des reicheren Bürgertum lagen. Er schloss sich dem bewaffneten Widerstand gegen den italienischen Faschismus an. Am 6. Juni 1944 wurde er verhaftet, als er geheime Botschaften transportierte. Er wurde mehrere Tage verhört und gefoltert, verriet jedoch nichts. Überführt wurde er, als die Faschisten seinen Namen in den Taschen eines gefangenen Partisanenführers fanden. Er wurde zu 18 Monaten Gefängnis verurteilt und zunächst ins Durchgangslager Bozen gebracht. Von dort wurde er am 14. Dezember 1944 ins KZ Mauthausen gebracht.
Am 5. Mai 1945 wurde er befreit und kehrte nach Genua zurück. Dort wurde er Präsident der liturgischen Vereinigung der Ex-Deportierten. Er trat außerdem der Organisation Partisanen des Friedens bei. Auch hielt er weiterhin Kontakt zu kommunistischen und antifaschistischen Gruppen. Dies missfiel zu Beginn des Kalten Krieges der Kirche. Wegen „schwerem Ungehorsams“ wurde er daraufhin in den Laienstand versetzt. Dies bremste zwar seine kirchliche Karriere, doch Gaggero engagierte sich in der Friedensbewegung und schuf zusammen mit Aldo Capitini den Friedensmarsch von Perugia nach Assisi.
Andrea Gaggero starb am 20. Juni 1988 an den Folgen eines Tumors.

## Ehrungen
- Silberne Tapferkeitsmedaille
- Internationaler Stalin-Friedenspreis 1953